# Madeline Groves
Madeline Groves (Brisbane, 25 de maio de 1995) é uma nadadora australiana, medalhista olímpica.

## Carreira

### Rio 2016
Groves competiu na natação nos Jogos Olímpicos de Verão de 2016, onde conquistou a medalha de prata com o revezamento 4x100 metros medley e nos 200 m borboleta.